# Parco dell'antichissima città di Sutri
Il parco urbano dell'antichissima città di Sutri è un'area naturale protetta della regione Lazio, istituita, con la legge regionale n. 38 del 24 giugno 1988.
Occupa una superficie di 7 ettari ricadente nel territorio del comune di Sutri, nella provincia di Viterbo. È il parco più piccolo del Lazio.

## Il mitreo
Studi archeologici ipotizzano che in origine questo ambiente ipogeo, esclusa la zona absidale più recente, fosse un luogo di culto del dio Mitra, risalente al I-II secolo. Nel pavimento del mitreo si trova ancora il fonte battesimale dove con un battesimo d'acqua si iniziavano i credenti ai Misteri del Culto. Il Mitreo fu cristianizzato nel IV sec., diventando una chiesa, e la lapide centrale del Taurobolium mitraico fu tolta e oggi è ben visibile sul muro di un casale sulla via Cassia, fraz. La Botte a pochi metri dalla strada.

## Galleria d'immagini

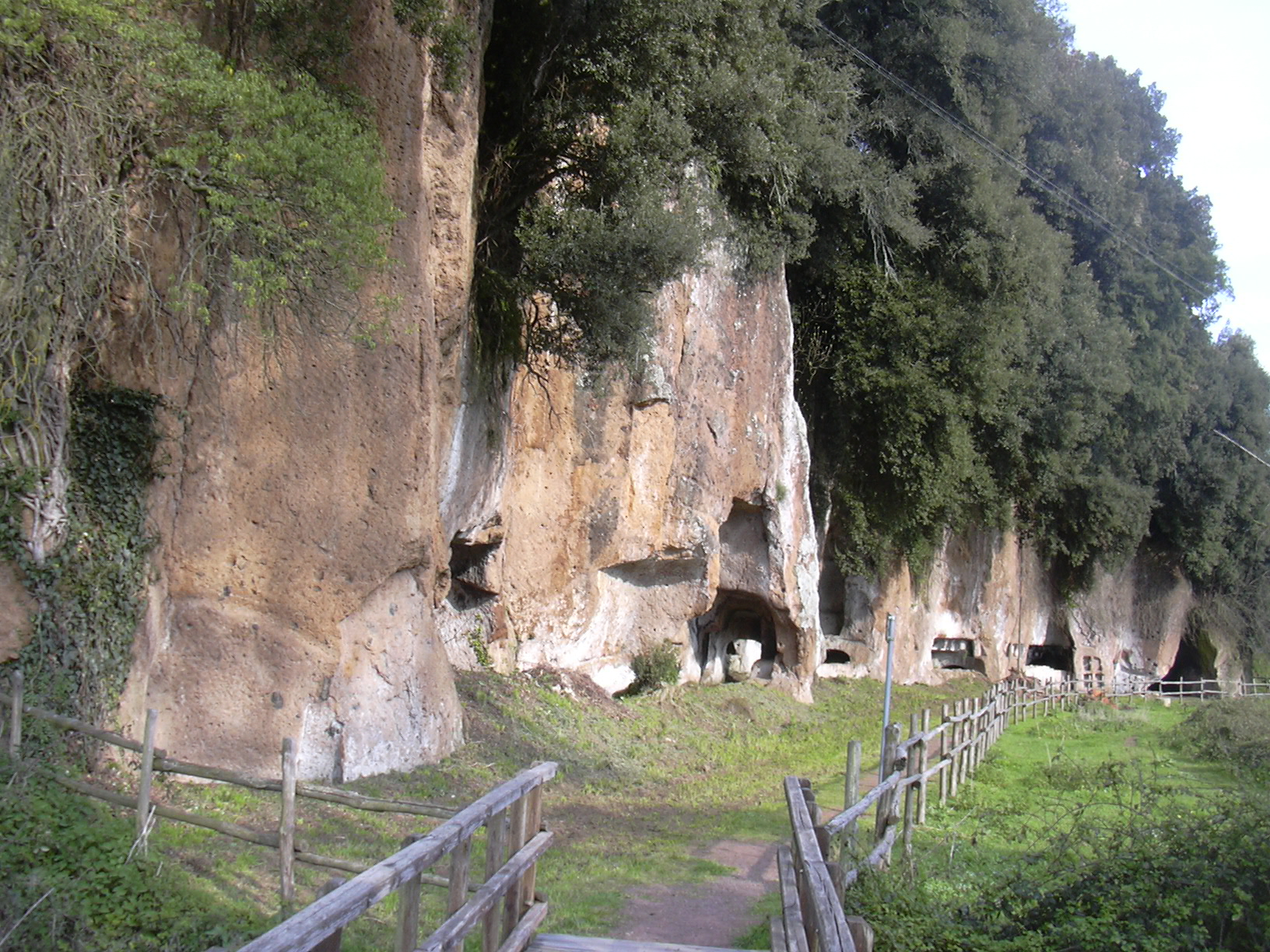
Necropoli
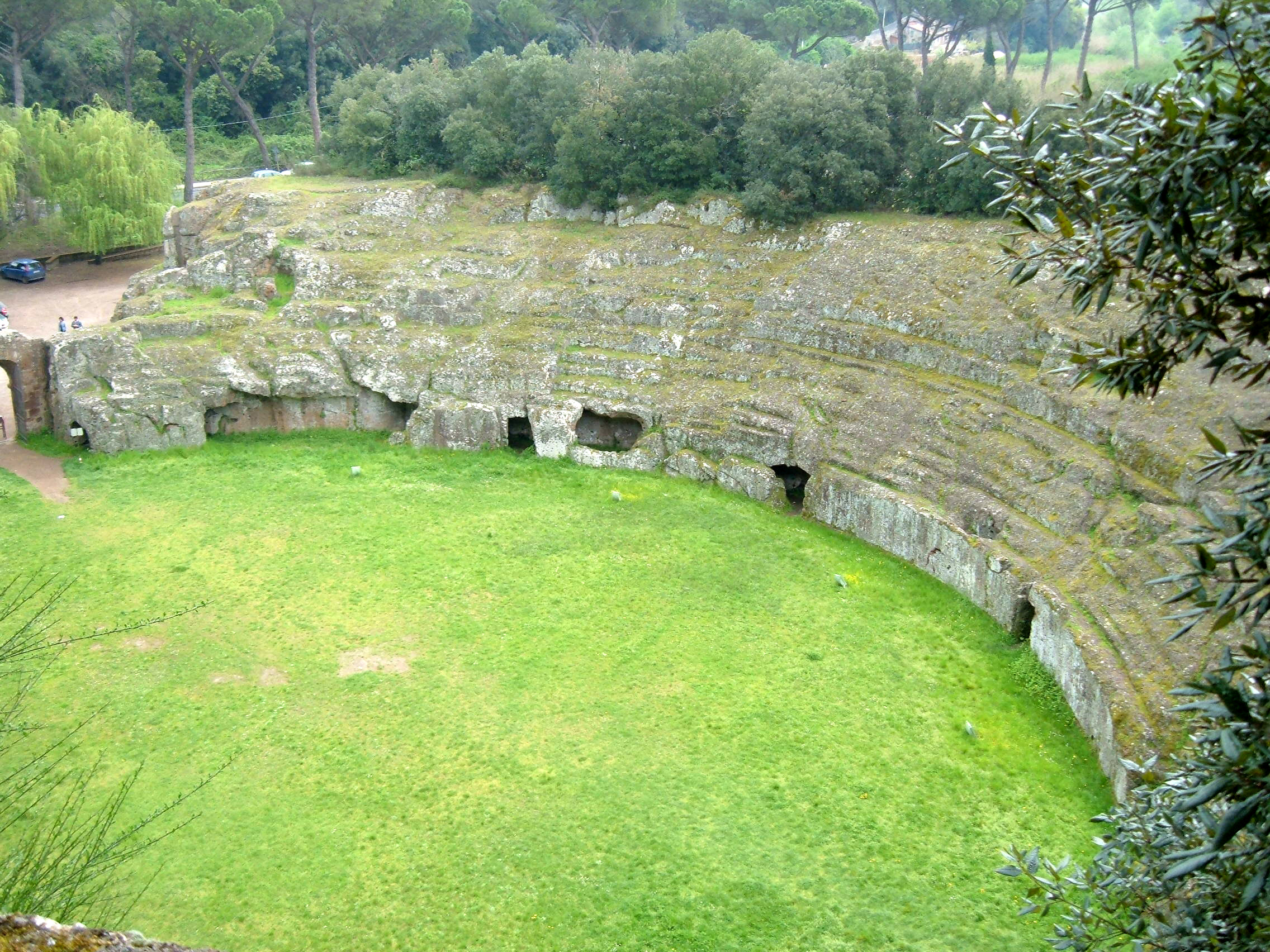
Anfiteatro
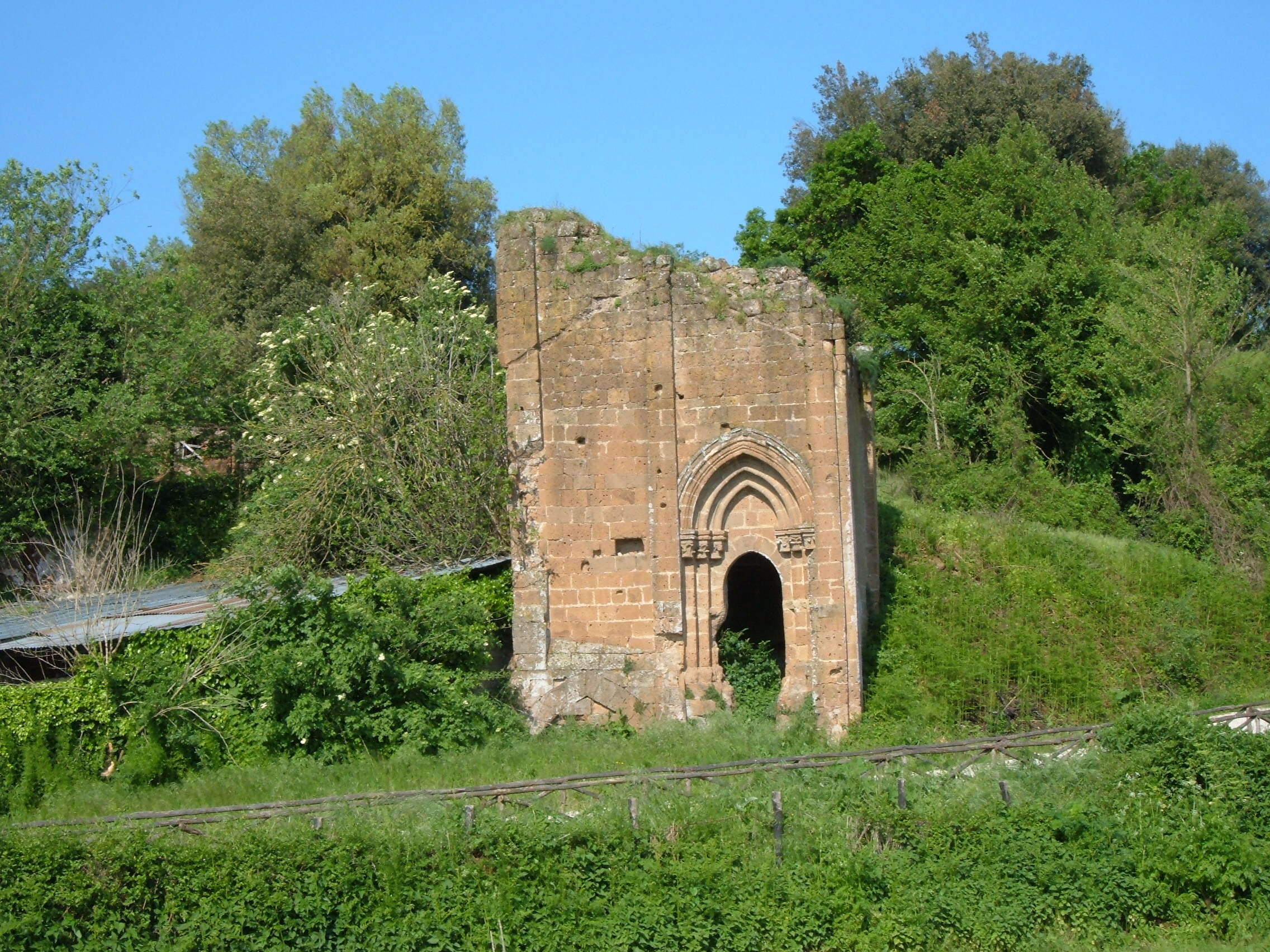
Torre degli Arraggiati
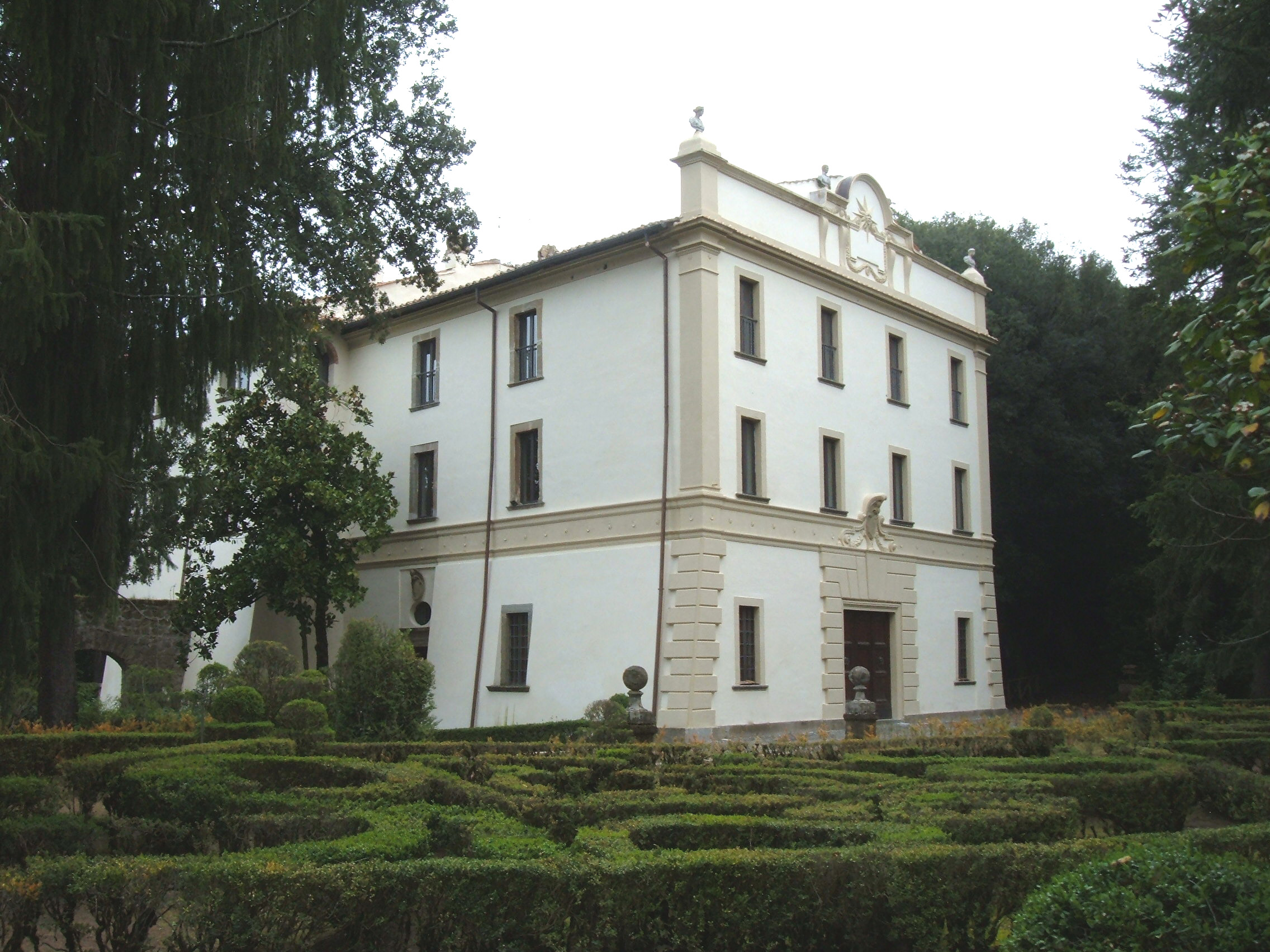
Villa Savorelli
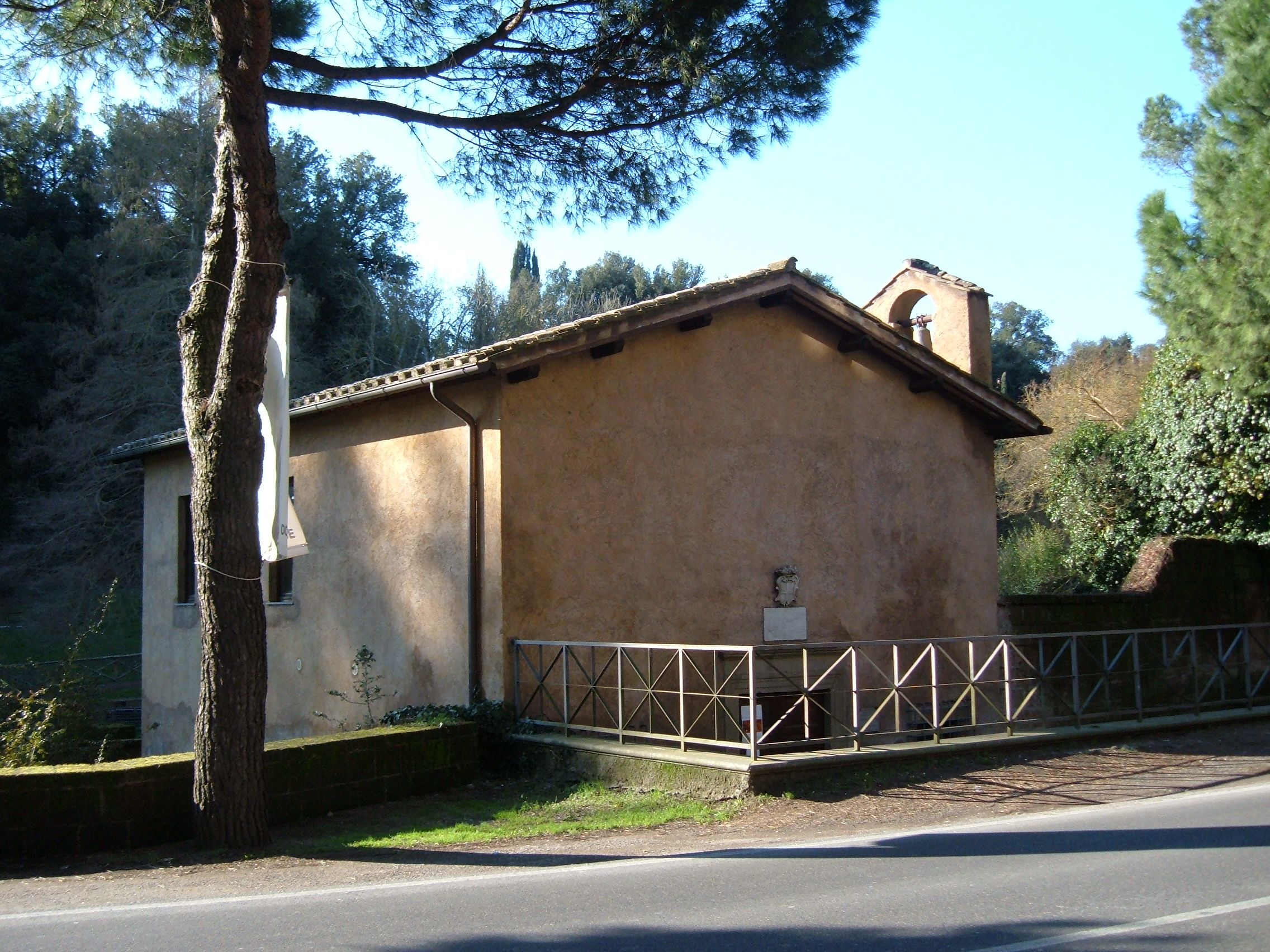
Santa Maria del Tempio
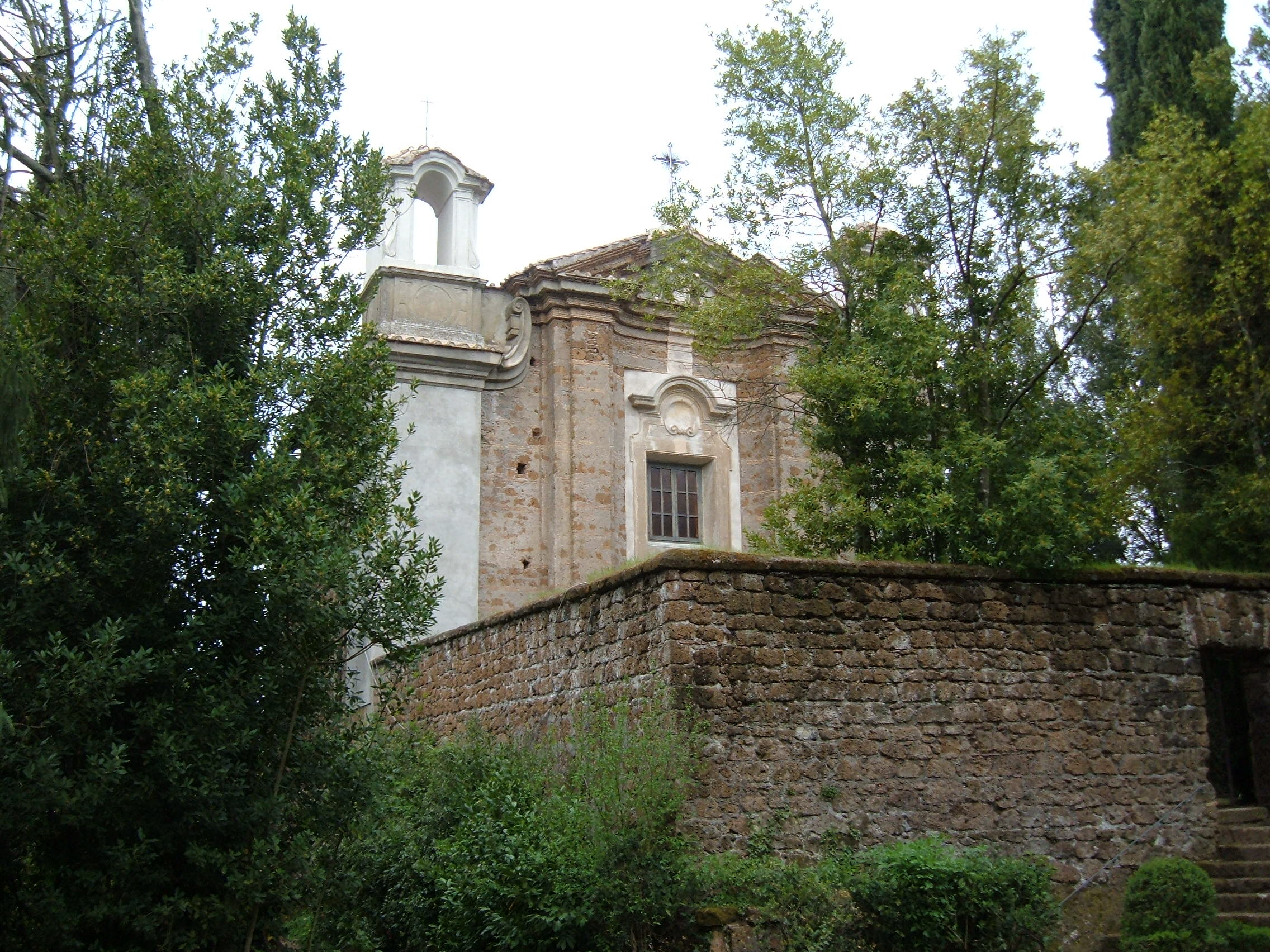
Madonna del Monte
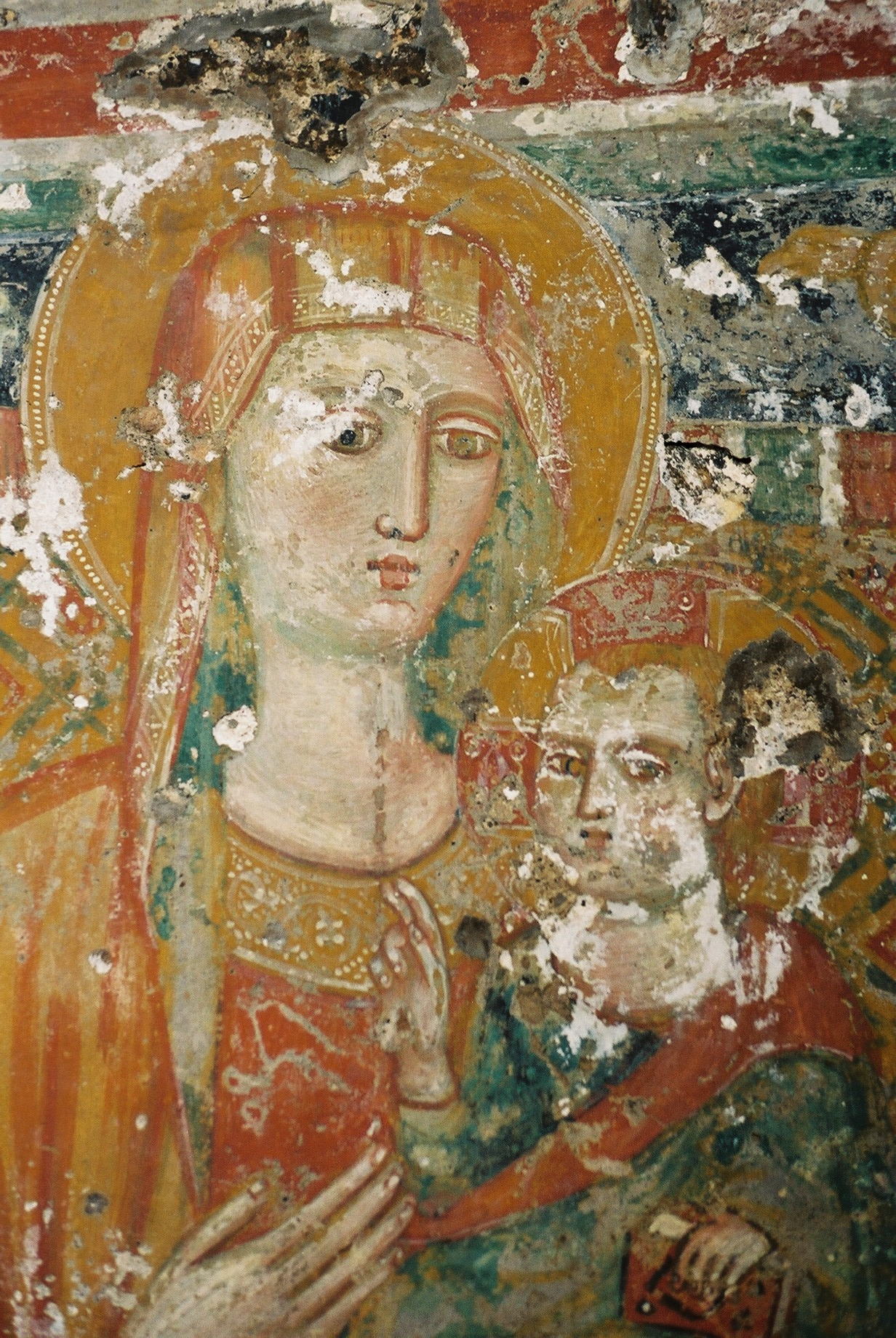
Madonna del Parto
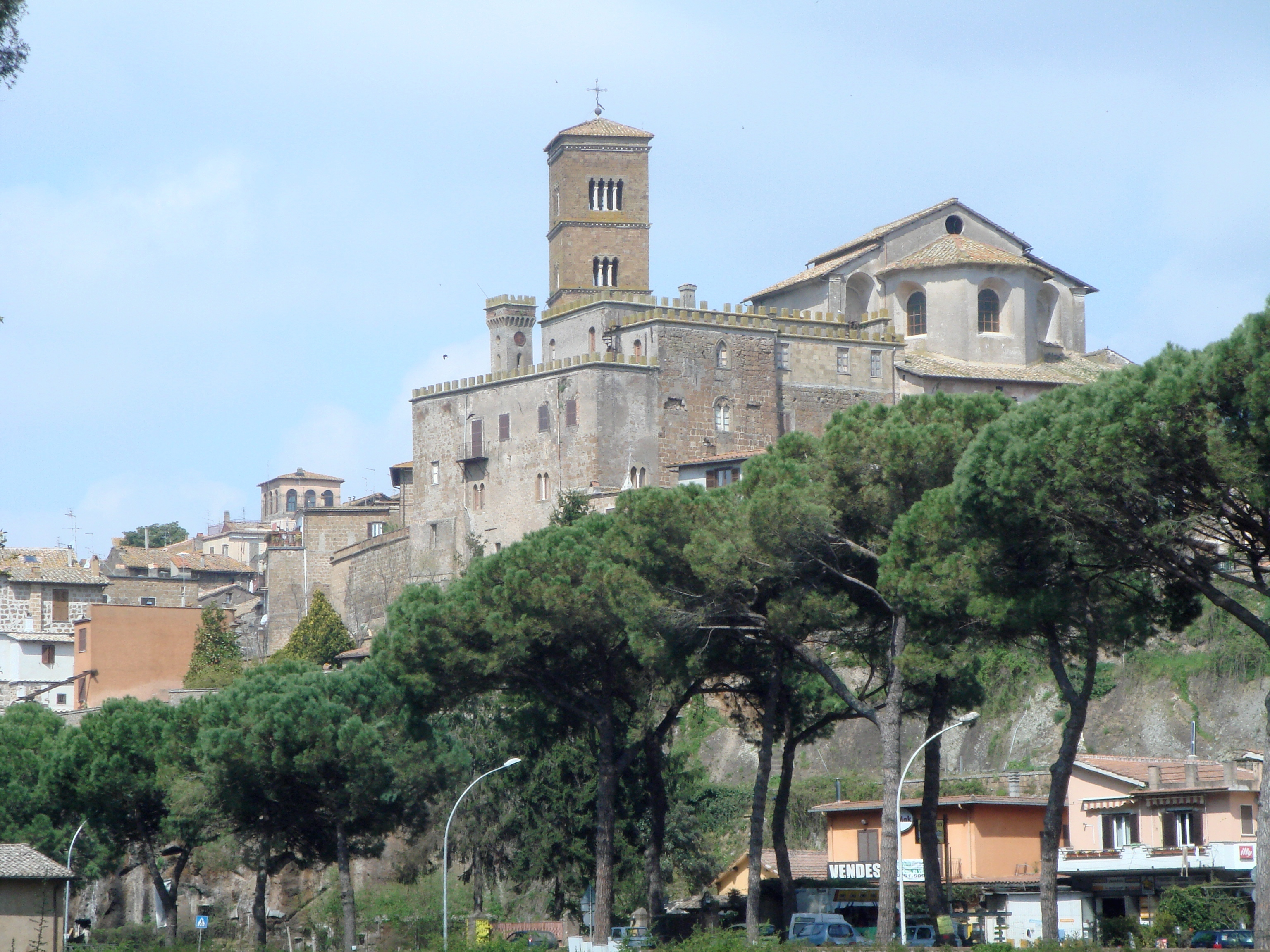
Sutri e la cattedrale
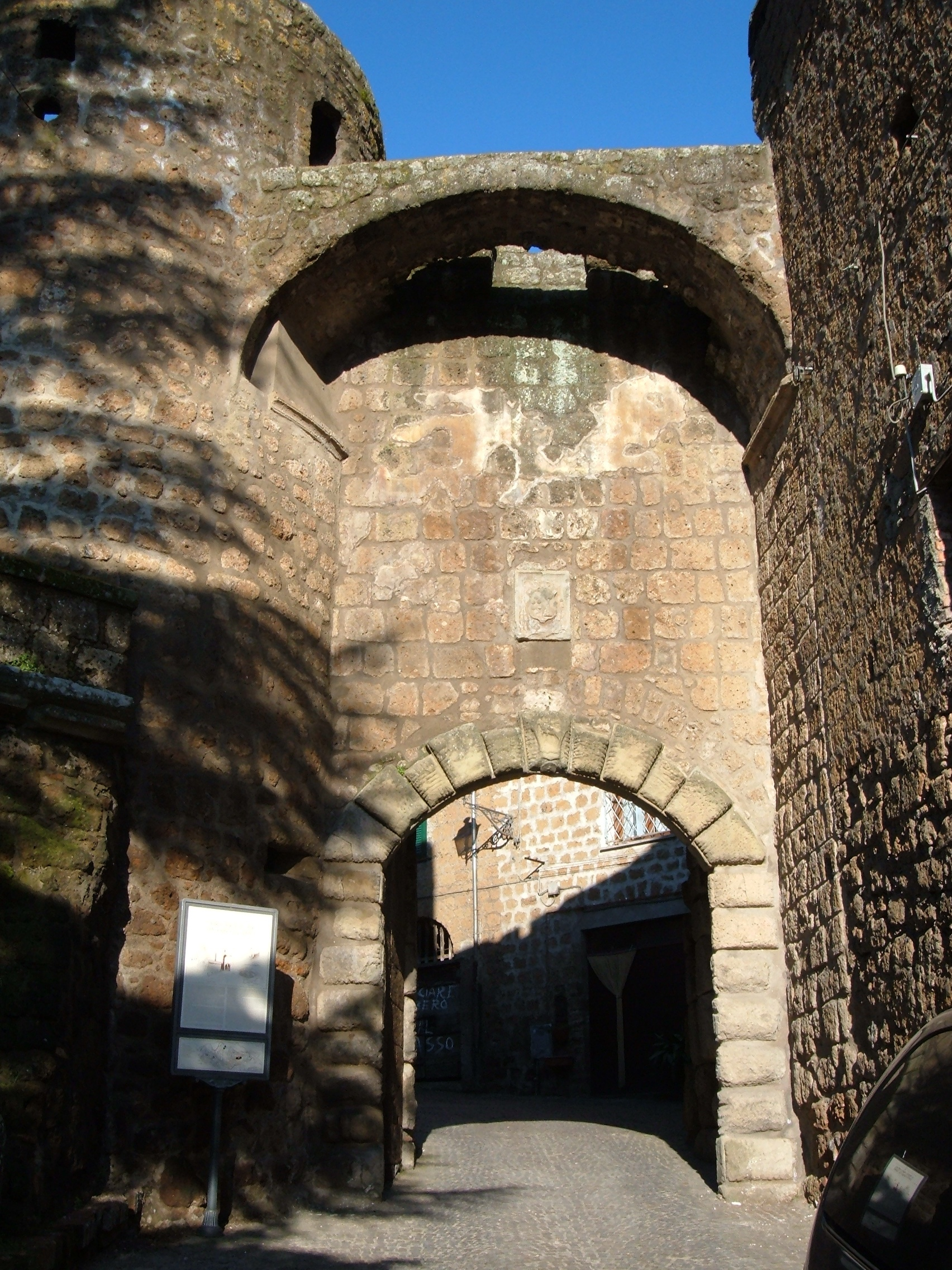
Porta Vecchia